# تسادلسدورف
تسادلسدورف (به آلمانی: Zadelsdorf) یک منطقهٔ مسکونی در آلمان است که در Zeulenroda-Triebes واقع شده‌است. تسادلسدورف ۱۴۰ نفر جمعیت دارد.